# Ferrovia Novoli-Gagliano del Capo
La ferrovia Novoli–Gagliano del Capo è una linea ferroviaria salentina gestita da Ferrovie del Sud Est, che la indica come Linea 3.

## Storia
| Tratta            | Inaugurazione   |
| ----------------- | --------------- |
| Novoli–Nardò      | 27 maggio 1907  |
| Nardò–Casarano    | 16 ottobre 1910 |
| Casarano–Gagliano | 4 novembre 1911 |

La linea nacque dall'unione delle tratte Novoli-Nardò e Nardò-Casarano-Gagliano del Capo.
La prima tratta, la Novoli-Nardò, diramazione della Lecce-Novoli-Francavilla Fontana, i cui primi progetti risalivano al 1881, era nata per connettere Bari, il capo di Leuca e Gallipoli passando per l'entroterra pugliese. La concessione fu ottenuta dalle Strade Ferrate Meridionali nel 1903, e la linea fu aperta nel 1907 sotto la gestione delle Ferrovie dello Stato, che cedette l'esercizio nel 1913 alla Società anonima italiana per le ferrovie salentine.
La seconda tratta, la Nardò-Casarano-Gagliano, fu proposta per la prima volta nel 1883 nell'ambito di un progetto di linea Maglie-Gagliano-Gallipoli a scartamento ridotto, ma la cui concessione fu approvata solo nel 1906 come ferrovia a scartamento normale. A ottenere la concessione per la costruzione e l'esercizio della linea fu l'amministrazione provinciale di Terra d'Otranto, che subconcesse l'esecuzione dei lavori l'anno successivo alla Ercole Antico & C., società legata alla Ansaldo già attiva nella costruzione dell'Acquedotto pugliese. Nel 1908 la provincia subconcesse alla "Antico" anche l'esercizio delle costruende linee, costituendo nel 1910 la Società anonima italiana per le ferrovie salentine (AFS) che, dopo numerosi ritardi dovute a varianti in corso d'opera, aprì la linea entro il 1911.
Nel 1931 l’intera linea, come le altre delle "Salentine", fu assorbita dalle Ferrovie del Sud Est.

## Caratteristiche
La linea, lunga 74,194 km, è una ferrovia a binario semplice e scartamento ordinario, a trazione termica ed attrezzata nella sua interezza con BCA.
La circolazione su tutta la linea è regolata dal Dirigente Centrale Operativo (DCO) con sede a Novoli.  

### Percorso
| Unknown route-map component "dCONTgq" | Unknown route-map component "STR+r" | Unknown route-map component "d" |

| Station on track |

| Unknown route-map component "d" | Unknown route-map component "ABZgl" | Unknown route-map component "dCONTfq" |

| Enter and exit tunnel |

| Station on track |

| Stop on track |

| Station on track |

| Station on track |

| Unknown route-map component "d" | Unknown route-map component "ABZg+l" | Unknown route-map component "dCONTfq" |

| Station on track |

| Unknown route-map component "dCONTgq" | Unknown route-map component "ABZgr" | Unknown route-map component "d" |

| Station on track |

| Station on track |

| Station on track |

| Station on track |

| Station on track |

| Unknown route-map component "dCONTgq" | Unknown route-map component "ABZg+r" | Unknown route-map component "d" |

| Station on track |

| Stop on track |

| Station on track |

| Stop on track |

| Stop on track |

| Station on track |

| Continuation forward |